# La Jamais Contente
La Jamais Contente (De Nooit Tevreden) was een elektrische auto uit 1898, waarmee de Belg Camille Jenatzy in 1899 het Wereldsnelheidsrecord op land verbrak in Achères.
De auto was de eerste in de geschiedenis die de barrière van 100 km/u doorbrak. Jenatzy haalde er op 29 april 1899 105,882 km/u mee en verbeterde aldus het record van 92,78 km/u dat de graaf Gaston de Chasseloup-Laubat op 4 maart 1899 had gevestigd.
Jenatzy, die naar Parijs was gegaan om ingenieur te worden, interesseerde zich voor elektriciteit en in het bijzonder voor elektrische aandrijving. Hij zette een fabriekje op dat elektrische taxi's produceerde. La Jamais Contente werd dan ook aangedreven door twee elektromotoren van het merk Postel-Vinay die samen 68 pk leverden. Ze werden gevoed door een loodaccu van Fulmen, bestaande uit 100 elementen van 2 volt.
Zijn recordauto had Michelin-banden. De carrosserie was door de carrosserieontwerper J. Rothschild & Fils (de) gebouwd van partinium en had de vorm van een torpedo. Het ontwerp wordt vaak aangehaald als de eerste gestroomlijnde auto.
De originele auto bestaat nog altijd - zij het dat er enkele onderdelen zoals de banden zijn vervangen - en staat in het Musée national de la voiture et du tourisme in Compiègne (Frankrijk). Er zijn ook enkele replica's te bewonderen in andere musea, waaronder de Cité de l'automobile in Mulhouse (Frankrijk), het Museo Nazionale dell'Automobile in Turijn (Italië), het Museum Autovision in Altlußheim (Duitsland) en Autoworld in Brussel (België). Met deze laatste replica heeft men op het Circuit van Zolder getracht het snelheidsrecord van 1899 te evenaren.

## Galerij

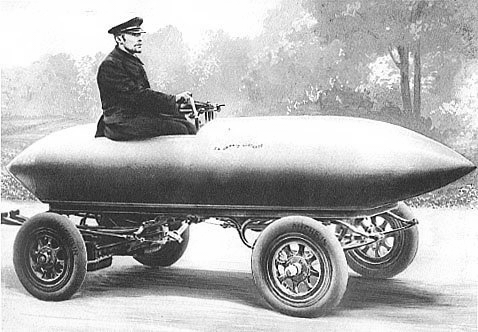
De Jamais Contente met een poserende Camille Jenatzy
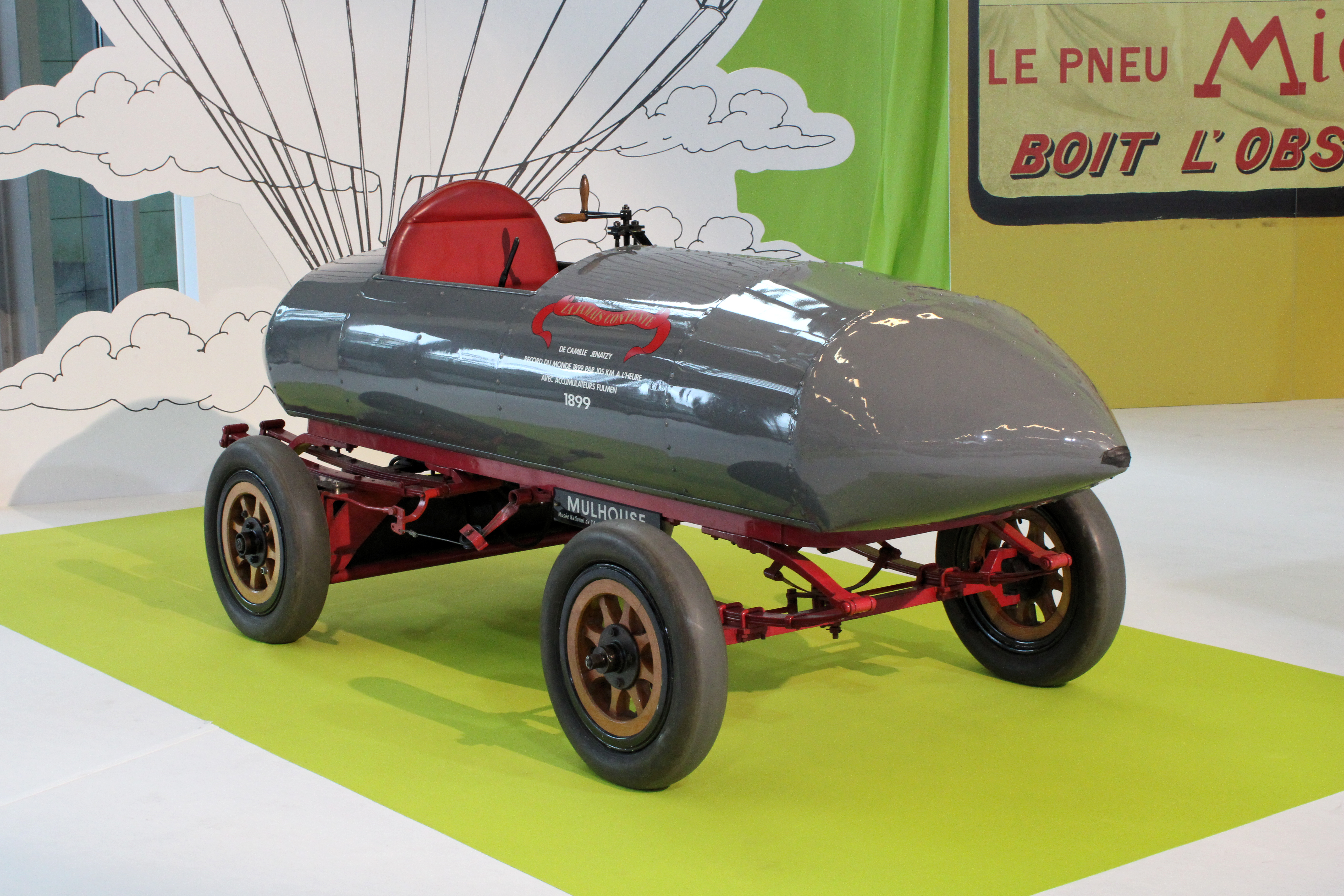
Replica van "La Jamais Contente" op de Mondial de l'Automobile 2018
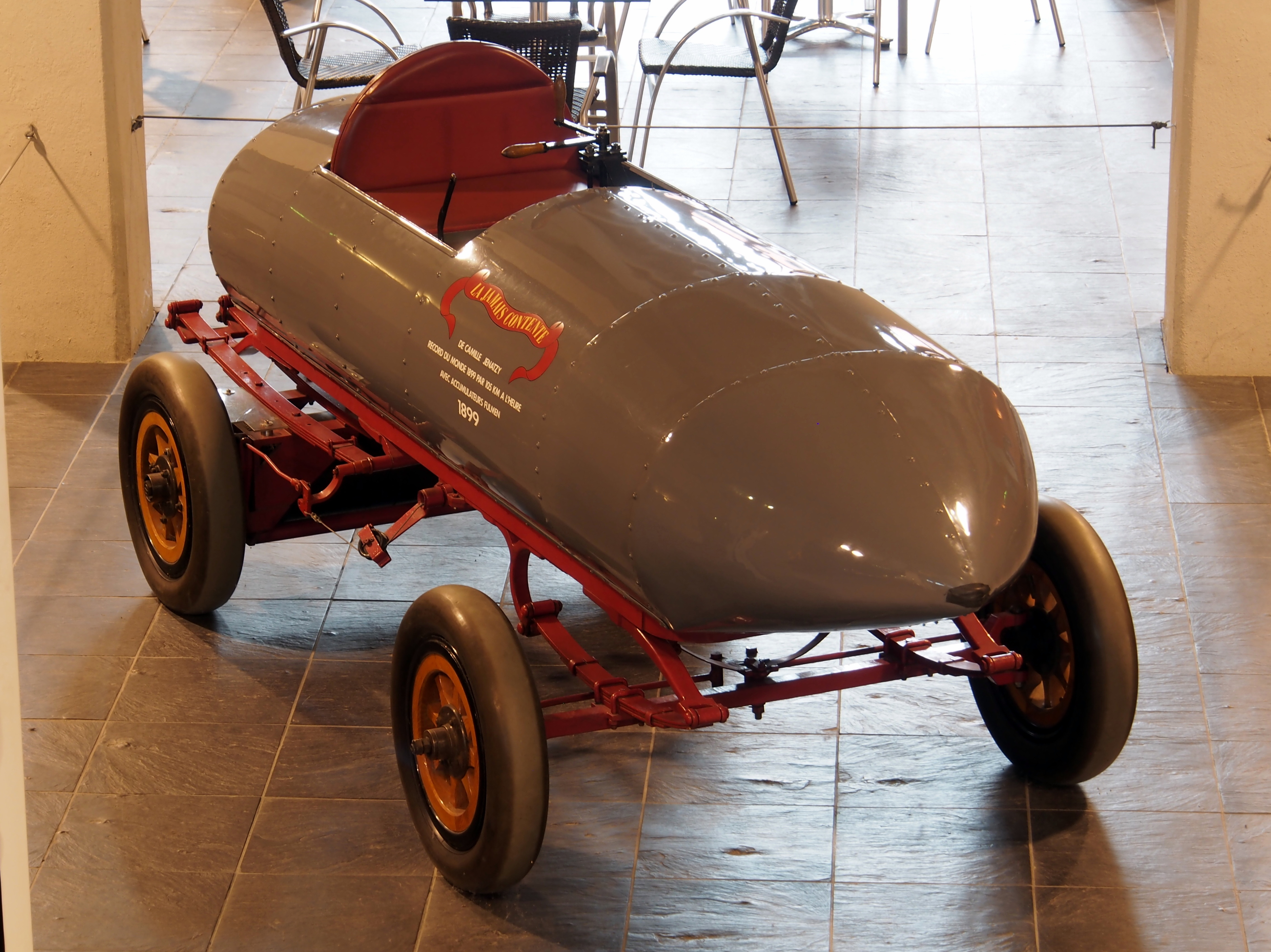
Replica van "La Jamais Contente" in de Cité de l'automobile in Mulhouse (Frankrijk)
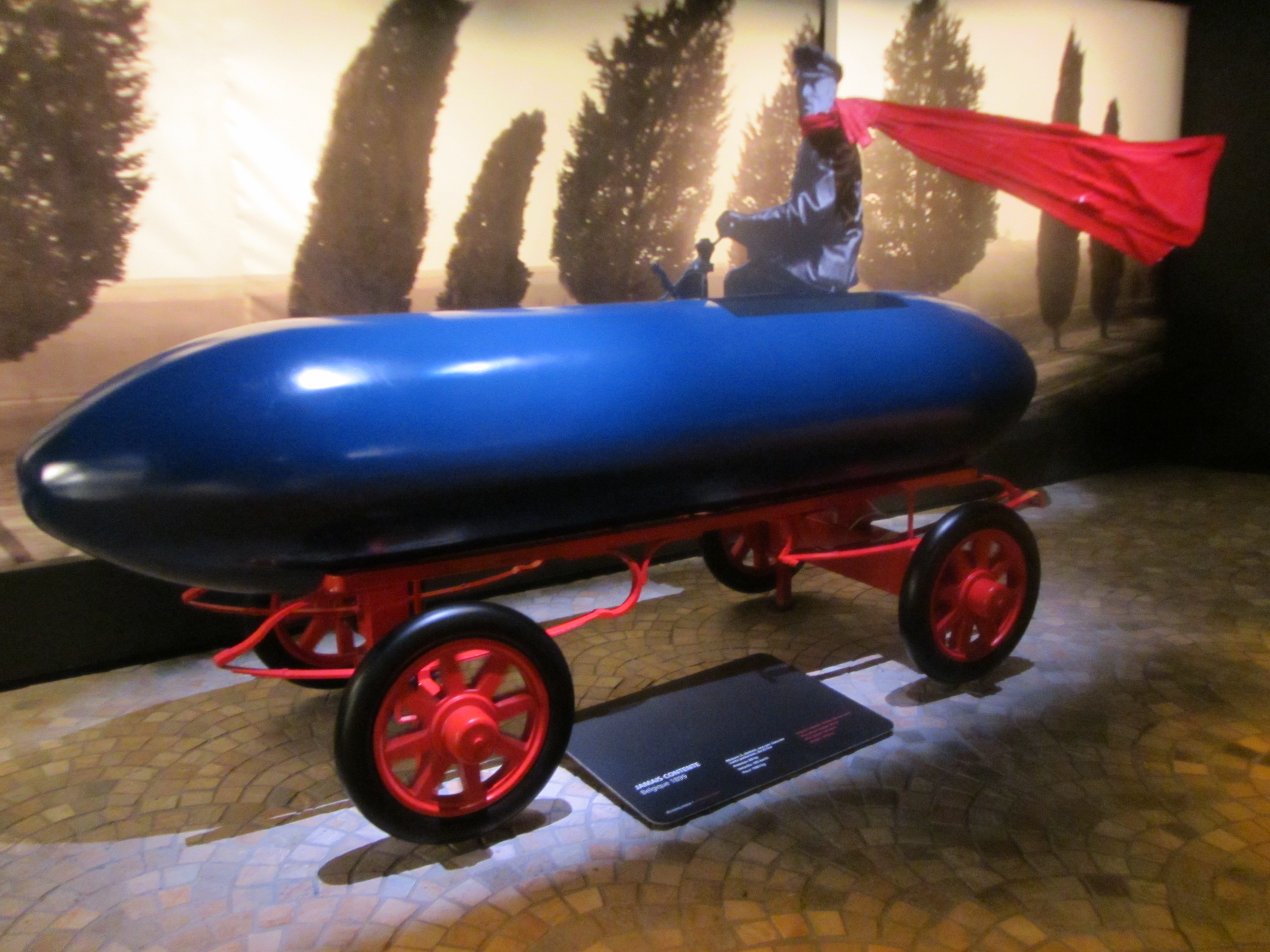
Replica van "La Jamais Contente" in het Museo Nazionale dell'Automobile in Turijn (Italië)
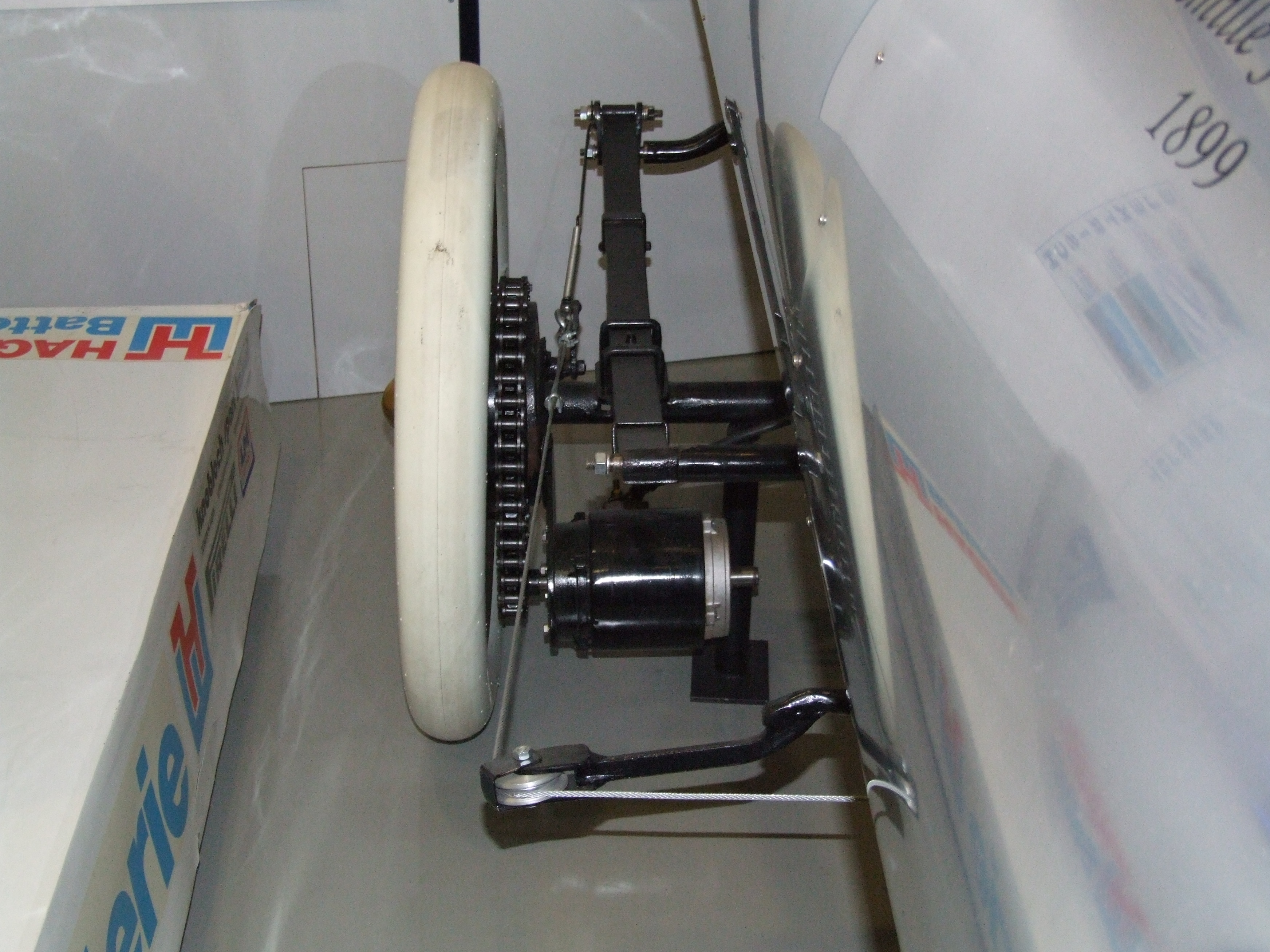
Detail van "La Jamais Contente"; het achterwiel in een reconstructie van de wagen in het Museum Autovision, Altlußheim, Duitsland